# پککا هالونن
پِکْکا هالونِن (انگلیسی: Pekka Halonen; ۲۳ سپتامبر ۱۸۶۵ – ۱ دسامبر ۱۹۳۳) نقاش اهل فنلاند بود.